# Katamari Forever
Katamari Forever (塊魂TRIBUTE?, Katamari Damashii TRIBUTE, Katamari Damacy Tribute) è un videogioco rompicapo del 2009 sviluppato e pubblicato da Namco Bandai Games per PlayStation 3, facente parte della serie Katamari.

## Modalità di gioco
Primo titolo della serie Katamari per PlayStation 3, il gioco presenta una grafica full HD. In Katamari Forever sono presenti una serie di filtri per modificare la grafica del gioco.